# Das dreizehnte Kapitel
Das dreizehnte Kapitel ist ein Roman des deutschen Schriftstellers Martin Walser. Der Roman gibt den Briefwechsel zwischen dem Schriftsteller Basil Schlupp und der Theologin Professor Dr. Maja Schneilin wieder. Obwohl beide nach eigenen Angaben glücklich verheiratet sind, geben sie einander Dinge preis, die sie so ehrlich und schonungslos nur dem anderen gegenüber kundtun können. Der Titel des Romans ist eine Anspielung auf das 13. Kapitel des ersten Korintherbriefes des Apostels Paulus, das „Hohelied der Liebe“. Die darin genannten Größen Glaube, Hoffnung und Liebe bilden auch die zentralen Motive des Romans. Der Briefroman Das dreizehnte Kapitel erschien am 7. September 2012. Genau 100 Jahre davor, am 20. September 1912, schrieb Franz Kafka, über den Martin Walser 1951 promovierte, den ersten Brief an seine Verlobte Felice Bauer.

## Entstehungsgeschichte
Ähnlich wie die Romanfigur Iris Tobler, die im Roman an einem Buch mit dem Titel Das dreizehnte Kapitel schreibt und dafür immer wieder Notizen anfertigt und sammelt, fertigte auch Martin Walser seit 1994 dauernd Notizen über den Titel in seinen Tagebüchern an. Als Bezugsgröße des Romans dient sein ebenfalls 2012 erschienenes Essay Über Rechtfertigung, eine Versuchung.

## Inhalt
Der Roman beginnt mit einem Festessen im Schloss Bellevue: Der Schriftsteller Basil Schlupp sitzt an einem Tisch mit einer ihm unbekannten Frau, Professor Dr. Maja Schneilin, der Frau des an diesem Abend Gefeierten, und ist so fasziniert von ihr, dass er sich nach dem Abend unter einem Vorwand ihre Adresse beschafft, um ihr einen so grenzüberschreitenden Brief zu schreiben, dass sie kaum eine andere Wahl hat, als ihm darauf zu antworten. Es beginnt ein Briefwechsel zwischen beiden, der, obwohl sie beide immer wieder beteuern, dass sie ihre Ehepartner lieben, immer intensiver wird. Er entwickelt sich zu einem „Geständnis-Wettbewerb“, in dem sie „einander sagen, was sie keinem anderen sagen können, ungesagt aber nicht ertragen“ und dadurch auch ihre Ehepartner verraten. Ihre Wörter sind „Hängebrücken über einem Abgrund namens Wirklichkeit“, bis sie ihm schreibt, dass ihr Mann schwer erkrankt ist.

## Aufbau
Der Roman beginnt mit der Szene im Schloss Bellevue, in welche der Ich-Erzähler Basil Schlupp einführt. Erst ab dem zweiten Kapitel besteht der Roman aus Briefen zwischen Maja und Basil, die ab dem 18. Kapitel durch E-Mails ersetzt werden. Mit Beginn des E-Mail-Verkehrs wird mit dem 16. Oktober 2010 zum ersten Mal ein Datum genannt. Das 26. und 27. Kapitel des ersten Teils sind als innerer Monolog Basils verfasst. Der erste Brief aus Kanada, den Maja ihm schreibt, ist auf den 2. Juni 2011 datiert. Seit Korbinians Erkrankung kommt Basil Majas Bitte, nicht auf ihre Mails zu antworten, nach. Im 14. Kapitel des zweiten Teils ist erneut ein innerer Monolog Basils zu lesen. Der letzte Brief, den Basil von Roderich erhält, ist auf den 29. August 2011 datiert.

## Figuren

### Personen

#### Basil Schlupp
Der katholische Schriftsteller Basil Schlupp hat vor kurzem sein Buch Strandhafer veröffentlicht, durch welches er einem breiten Publikum bekannt wurde und welchem er die Einladung ins Schloss Bellevue verdankt. Er ist seit drei Jahrzehnten mit Iris Tobler verheiratet und lebt mit ihr kinderlos in Berlin. Basil Schlupp ist nach eigenen Angaben „gefallsüchtig“, und offenbart: „Wenn ich öffentlich gestehen würde, dass alles, was ich sage und schreibe, nur der Gefallsucht entspringt, wäre ich sofort erledigt“. Basil Schlupp steht in einem Rivalitätsverhältnis zu dem überaus erfolgreichen Professor Dr. Korbinian Schneilin, Ehemann seiner Briefromanze; unter anderem unterstellt er ihm „Sexualprobleme“, weil er statt einer Krawatte eine Fliege trage.

#### Professor Dr. Maja Schneilin
Maja Schneilin ist evangelische Theologin und mit Professor Dr. Korbinian Schneilin verheiratet. Auch sie lebt in Berlin und hieß schon als Kind Schneilin, da sie eine Cousine zweiten Grades ihres Mannes ist. Ihr Vater war Orientalist und „ganz und gar verfallen dem, was in Spanien vor sich gegangen ist von den arabischen Wundern und Gewalten bis zu Goya“, wodurch sie zu ihrem Vornamen Maja gekommen ist. Über ihren Beruf als Theologin sagt sie: „Ich bin eine Spätberufene. Vorher quer durch die Fakultäten. Dann gelandet bei der Wissenschaft, die keine sein dürfte: Theologie.“ Weiterhin erfährt der Leser während des Romans, dass Maja Schneilin Vegetarierin ist und gerne im Garten arbeitet.

#### Professor Dr. Korbinian Schneilin
Professor Dr. Korbinian ist 60 Jahre alt und zugleich Forscher und Unternehmer. Er kann auf beachtliche Erfolge zurückblicken, so wurde er mit 28 Jahren für seine „outstandig dissertation“ ausgezeichnet, hatte eine Professur für Molekularbiologie an der Stanford-Universität in Kalifornien inne und beendete schließlich seine akademische Karriere, um in Berlin seine Firma Transmitter zu gründen; diese produziert „Medikamente nach Maß. Und seine über einhundert Patente werden überall in der Welt genützt“. Seine Frau, Professor Dr. Maja Schneilin berichtet: „Er wird nie aufhören, sich zu schämen für die Unmengen Geld, die seine Patente und Medikamente auf seine Konten spülen“. Er wird von seiner Frau mit der Aussage „Kinder sind Attentate der Natur“ zitiert, womit eine Erklärung dafür geliefert wird, warum das Paar kinderlos geblieben ist. Weiterhin wird er als sehr perfektionistisch und genau beschrieben: jeder, der beim Festessen Anwesenden erhält am Ende des Abends eine von ihm verfasste Festschrift mit dem Titel Von der Liebe zur Genauigkeit. Auch lässt er sich nach dem Festessen von seiner Frau jedes Lob zitieren und zugleich aufzählen, was er bei seiner manuskriptfreien Rede alles vergessen hat. Während des Romans wird erwähnt, dass ein Film über ihn, sein Lebenswerk, mit dem Titel „Der Weg zum Heil. Medikamente nach Maß.“. gedreht wird. Korbinian ist leidenschaftlicher Radfahrer und „betreibt das Radfahren wie alles, was er betreibt, ehrgeizig“. Lange begleitete ihn Ludwig Froh auf seinen Radtouren, der als sein einziger Freund dargestellt wird. Die Beziehung zwischen Ludwig und Korbinian zeichnet sich durch eine besondere Machtbalance aus, wobei Korbinian als der Ludwig bewundernde und ihm unterlegene Charakter dargestellt wird: „Ich sah, dass Ludwig mit seinem Hoch hinaus Korbinian sozusagen endgültig besiegt hat. Korbinian konnte ihm nichts übel nehmen.“ Korbinian erkrankt an einem bösartigen Tumor in der Bauchhöhle und reist mit seiner Frau nach Kanada, um dort seine letzte große Radtour in Begleitung seiner Frau zu bestreiten. Während der Leser im Verlauf dieser Radtour erahnen kann, dass es Korbinian gesundheitlich schlechter geht, wird die Ahnung des Lesers am Ende des Romans bestätigt, als Korbinian seinem Fahrer schreibt, dass die Zeit, die ihm sein Professor gegeben hat, fast vorbei sei. Dem Wissenschaftler, der „Medikamente nach Maß“ produziert, kann durch kein Medikament mehr geholfen werden.

#### Iris Tobler
Iris Tobler ist seit drei Jahrzehnten mit Basil Schlupp verheiratet und schreibt Fernsehserien für Kinder. Sie hat den Haldenhof erfunden und schreibt seit Jahren die Skripte für diese Kinderserie. Nebenbei schreibt sie an einem Buch, über das sie mit Basil nicht spricht. Dieses Buch trägt wie der Roman den Titel Das dreizehnte Kapitel. Iris wird von Basil als eher sachlicher und unprätentiöser Mensch beschrieben: „Sie ist unfähig zur Parteilichkeit. Man könnte auf ihr Empfinden und Reagieren Gesetzbücher gründen, Verfassungen entwerfen“. Das Außergewöhnlichste an ihr ist, dass sie „Tage ohne Worte“ macht. Mit fünfundzwanzig Jahren hat Iris Tobler ihren Doktor in Tierheilkunde in München gemacht. Bei einem Bewerbungsgespräch lernt sie den international erfolgreichen Architekten Beatus Niederreither kennen. Gemeinsam leben die beiden vier Jahre in Berlin. Dann „trennte sie sich von Beatus Niederreither, dem Herrn des Zorns und der Liebe.“ und lernt Basil kennen. Beatus erkrankt Jahre nach der Trennung an MS und „als er dann nach dem fünften Schub im Rollstuhl landet, verlangt, ruft nach Iris Tobler“, so dass sie ihn „Mindestens einmal im Monat einen Nachmittag lang durch die Stadt schieben“ muss. Basil vermutet eine Verbindung zwischen den „Tagen der Wortlosigkeit“ und ihren Ausflügen mit Beatus. Dafür spricht auch, dass Iris am Ende des Romans, nachdem Beatus sich erschossen hat, das bisherige Manuskript ihres Buches Das dreizehnte Kapitel verbrennt. Sie kommt Basils Bitte, ihm den Titel ihres Buches zu widmen, nach.

#### Luitgard und Ludwig Froh
Ludwig Froh besitzt eine erfolgreiche Firma namens „Froh und Fäustle“, welche „von Kiew bis Brüssel alles druckt, was Geld bringt“ und betreibt nebenbei die Grals-Druckerei, „die Seele des Imperiums“. Mit Luitgard, seiner vierten Frau, welche zwanzig Jahre jünger als Ludwig ist, ist er seit zwölf Jahren verheiratet. Mit ihr teilt er die Leidenschaft für das Tanzen und nimmt an Amateurtanz-Meisterschaften teil. Ludwig und Korbinian lernen sich in einem Gasthof im Schwarzwald kennen und unternehmen von da an jedes Jahr eine zweiwöchige Radtour zusammen. Luitgard besitzt einen Hof bei Eschwege, lässt diesen von einem italienischen Paar bewirtschaften und züchtet dort Hunde. Vor zwei Jahren haben Ludwig und Luitgard von heute auf morgen ohne eine Erklärung den Kontakt zu Korbinian und Maja abgebrochen. Ludwig veröffentlicht später ein Buch mit dem Titel Hoch hinaus, in dem er sich nicht positiv über Maja und Korbinian äußert. Ludwig wird als sehr herrisch dargestellt: „was Korbinian und ich klaglos ertrugen, dass Ludwig nämlich, so oft man einander sah, so redete, dass außer ihm niemand reden konnte“. Während Luitgard über die Marienverkündigung in der ottonischen Buchmalerei erfolgreich promoviert hat, brach Ludwig Froh brach seine Dissertation ab, nachdem sein Koffer mit seinen Dissertations-Fragmenten bei einem Einbruch in seine Villa am Wannsee gestohlen worden war. Maja berichtet, „Luitgard und Ludwig feierten den Raub“. Später wird Ludwig die Ehrenpromotion der Technischen Dresden übertragen, wobei jedoch die Ehrenpromotion auf den 11. September 2001 fiel und „von den 99 Prominenten erschienen zwölf“. Ludwig wird als jemand beschrieben, der sich im Kreise dieser Prominenz sehr wohl fühlt und viel Wert darauf legt, zu dem Kreise dazuzugehören. In vielen Werken Walsers werden Figuren dargestellt, die sich durch ihren Wunsch nach gesellschaftlichem Aufstieg auszeichnen. In dem Roman Das dreizehnte Kapitel wird diese Figur durch Ludwig verkörpert.

#### Roderich
Roderich fährt Professor Dr. Korbinian Schneilin seit acht Jahren. Zuvor verkaufte er als Zeuge Jehovas seine Zeitschriften vor dem Bahnhof Zoo. Maja Schneilin kam so ins Gespräch mit ihm und stellte ihn als Fahrer ihres Mannes ein. Weiterhin hilft er Maja im Garten und ist zweimal die Pariser-Dakar gefahren. Nachdem er von Korbinians Krankheit erfahren hat, begleitet er Maja und Korbinian nach Kanada und bewirbt sich, nachdem sein Chef ihm von seinem bevorstehenden Tod informiert hat, bei Ludwig Froh als Fahrer.

### Beziehungen

#### Basil Schlupp und Maja Schneilin
Basil sieht Maja bei dem Festessen im Schloss Bellevue zum ersten Mal und ist direkt fasziniert von ihr. In seinem ersten Brief an sie spricht er von einem „Naturereignis, das mich getroffen hat“, wodurch das Außergewöhnliche dieser Begegnung hervorgehoben wird. Maja Schneilin versucht die Anziehung zwischen ihr und Basil Schlupp in einem ihrer Briefe so zu erklären: „Sie, die reine Verantwortungslosigkeit. Ich, das reine Gegenteil. Und das ergibt: Wir sind die Extreme, die einander berühren. Und zwar durch nichts als ihr Extremsein.“ Maja erklärt weiter: „Sie und ich sagen einander, was wir keinem anderen sagen können: Was wir aber ungesagt nicht ertragen. Wir sagen einander das Unsägliche.“ Die Geständnisse betreffen vor allem das jeweilige Eheleben und damit auch Geheimnisse ihrer Ehepartner. Der Verrat verbindet beide und erzeugt Nähe. Basil zieht die Quintessenz: „Dieser Verrat ist unser Gemeinsames“. Sie offenbaren sich dem anderen gegenüber und wagen somit den Schritt aus der Verborgenheit in die Unverborgenheit, im Roman auch „Aletheia“ genannt. Beide beteuern immer wieder, ihre Ehepartner zu lieben und rechtfertigen ihre verbale Liebesbeziehung dadurch, dass sie nicht über den Briefwechsel hinausgeht; für beide stellt das sexuelle Betrügen oder Verlassen ihrer Ehepartner keine Option dar. Damit wird ein weiteres Charakteristikum ihrer Beziehung herausgestellt, sie lebt von der Unmöglichkeit ihres Auslebens. Er sagt dazu: „Ich kann nicht leben ohne das Unmögliche, und das sind wir, Sie und ich.“ und „wenn Deine Verzweiflung und meine Verzweiflung eine Verzweiflung werden, erlischt alle Unmöglichkeit“. Basil ist sich vom ersten Moment an bewusst, dass es über ihre Briefkommunikation hinaus nie zu einem geplanten persönlichen Treffen kommen wird, nicht nur einmal hält er fest: „Ich werde diese Frau nicht mehr sehen“. Tatsächlich begegnen sich Basil und Maja nur zweimal persönlich. Auch spricht er an, dass ihr Briefkontakt eines Tages ein Ende finden wird: „Die Vorstellung, es komme von Ihnen nichts mehr, lasse ich nicht zu. Noch nicht. Ich weiß auch, dass alles aufhören muss“. Maja gibt zu, dass der Briefkontakt auch der Bekämpfung ihrer Einsamkeit dient: „Ich bin nicht gern allein (…) Darum kann ich mit Ihnen Briefe wechseln, weil sie mir den Eindruck vermitteln, ich sei erlebbar, verstehbar. Also nicht allein“. Von Liebe zwischen beiden spricht Maja nur ein einziges Mal: „wenn Deine Liebe und meine Liebe eine Liebe werden, geht die Welt unter.“ So bleiben sie „ein Paar, das von dem lebte, was es zur Sprache bringen konnte“. Die Intensivierung ihrer Beziehung wird am deutlichsten durch die Titel, die sie für sich und den anderen finden. So beginnen sie einander zunächst als Sehr verehrte Frau Professor und Lieber Herr Schlupp zu schreiben, nach einiger Zeit nennen sie sich Liebe zu sehr Abwesende, Liebe Maestra, liebste Maja, Liebster Freund. Auf dem Höhepunkt ihrer Beziehung schreibt Maja Lieber Liebster und verabschiedet sich mit Deine Vertraute und er verabschiedet sich mit Dein Dir ganz und gar Gehörender.
Die Beziehung von Basil und Maja wird im Verlauf des Romans vergleichend der Beziehung des Theologen Karl Barth zu Charlotte von Kirschbaum gegenübergestellt. Maja berichtet, dass sie momentan einen Briefwechsel zwischen beiden liest: „Er, verheiratet mit Nelly, fünf Kinder, und schon der Star am öde gewordenen Religionshimmel Europas. Und doziert sich und sie gleich hinein in die Ermöglichung des Unmöglichen: <<Wären wir beide ledige Leute, so wäre die Entdeckung, die nun unwiderruflich gemacht ist, einer von jenen Augenblicken von Frühling, Freude und Leben, mit denen Gott uns törichte, verkehrte Menschenkinder mitten in unserer Finsternis manchmal segnet. So wie die Dinge stehen, ist dieselbe Entdeckung ein Augenblick des Leides und der Entsagung“. Karl Barth ist wie Maja und Basil verheiratet und spricht nicht davon, seine Ehefrau verlassen zu wollen. Die Parallele besteht zunächst darin, dass die Beziehungen nicht ausgelebt werden. Allerdings wohnte Charlotte von Kirschbaum ab 1929 mit Karl Barth, dessen Ehefrau und den Kindern unter einem Dach.

#### Beziehung Basil Schlupp und Iris Tobler
„Ich sage nicht: Ich liebe Iris. Obwohl es so ist. Aber das gehört nicht zum Sagbaren. Das ist eine Unsäglichkeit, die Jahrzehnte gebraucht hat, um das zu werden, was sie jetzt ist“. Als Schwachstelle in der Beziehung von Basil und Iris ist die mangelnde Kommunikation zu nennen. So gibt es zum Beispiel „Tage der Wortlosigkeit“, die, so vermutet Basil, in Verbindung zu den Ausflügen mit ihrem ehemaligen Lebensgefährten, Beatus Niederreither stehen, jedoch fragt er Iris nie nach den Gründen für Ihre Wortlosigkeit und sie sprechen auch nicht über ihr Buchprojekt. Trotz dieses Defizits in ihrer Beziehung stellt es für Basil keine Option dar, Iris zu verlassen. Für ihn steht fest: „Was in den großen Gebäuden die Fluchtwege sind, das ist in meinem Dasein Iris. Immer schon.“ und „Wir sind, was das Verständnis angeht, auf einem guten Weg“.

#### Beziehung Maja Schneilin und Korbinian Schneilin
Für Maja steht fest: „Ich kann ohne ihn nicht leben“. Jedoch gibt es auch in ihrer Beziehung Angelegenheiten, die sie voreinander geheim halten. Beispiele sind der Umgang mit Ludwigs veröffentlichtem Buch und Korbinians Verschweigen über seinen wirklichen Gesundheitszustand. Maja empfindet sowohl Korbinians Krankheit als auch Ludwig als etwas, was zwischen ihr und ihrem Mann Distanz verursacht: „Obwohl Korbinian jetzt gesund ist, spüre ich, was er durchgemacht hat, auch als etwas Trennendes“ und „Solange er diesen Namen nicht erwähnen kann, steht Ludwig zwischen uns als etwas Trennendes“. Dennoch wird deutlich, dass vor allem Korbinian Maja braucht, besonders seitdem er Kenntnis von seiner schweren Krankheit hat. „Korbinian braucht meine unverminderte Gegenwart. Ich muss ihm andauernd bestätigen, dass ich da bin, bei ihm bin.“ Maja übernimmt in der Beziehung mit Korbinian die Rolle als „staunende Zuhörerin“ und Unterstützerin, die ihre Bedürfnisse zurückstellt; so begleitet sie ihn bei der großen Fahrradtour durch Kanada, obwohl ihr die Reise wenig Freude bereitet. Für Maja steht außer Zweifel, dass sie Korbinian niemals verlassen würde: „bleibst du bei mir? Auf diese Frage sage ich jedes Mal: Immer und ewig.“ Am Ende des Romans wird angedeutet, dass Maja Korbinian auch in den Tod zu folgen scheint.

## Motive

### Das Verhältnis von Wirklichkeit und Unmöglichem
Ein immer wieder im Roman angesprochenes Motiv ist die Flucht aus der Wirklichkeit. Der Briefwechsel zwischen beiden dient einer Flucht aus dem Alltäglichen. Der Wissenschaftler Korbinian Schneilin spricht bei seiner Rede im Schloss Bellevue davon, „er sei eben von Anfang an neugierig gewesen, deshalb habe er wissen wollen, was mit den Formeln passiere, wenn er sie aus der Papierebene in die dritte Dimension, in die Wirklichkeit, bringe“. Der Briefwechsel zwischen der Theologin Schneilin und dem Schriftsteller Schlupp hingegen findet auf der Papierebene statt, grenzt sich dadurch von der Wirklichkeit bewusst ab und wird auch dadurch, dass es bei einem Briefwechsel bleibt und die Beziehung nicht physisch ausgelebt wird, nicht in die Wirklichkeit getragen. Basil beschreibt das Besondere an ihrer Kommunikation so: „Diese flammenhaft aufschießende Illusion, ich könne mich an Sie wenden. Die tägliche Last loswerden. Bei Ihnen. Bevor ich Sie gesehen hatte, war diese Last nicht so deutlich spürbar. Dann Sie, und jetzt die Einbildung: Hin zu Ihnen, dann wäre ich die Last los.“ Der Wirklichkeit gegenüber steht die Illusion, durch den anderen ihre Mängel zu kompensieren. Dazu passt, dass Basil selbst kundtut: „Meine Berufsbezeichnung: Illusionist“. Maja schreibt: „Wahr ist, dass wir, Sie und ich, so schön irreal sind, dass wir das unseren Nächsten, die wir offenbar gleichermaßen lieben, nicht zumuten wollen.“ Der Reiz der Beziehung äußert sich für beide in ihrer Unmöglichkeit: „Ohne Unmögliches kann ich nicht leben. Umgeben von Nichts als Möglichem erlischt das Leben selbst“.

### Religion
Der Roman greift theologische Motive auf, wobei sowohl Parallelen zwischen Religion und Liebe gezogen als auch wissenschaftliche und religiöse Denkweisen kontrastiert werden.

#### Glaube und Liebe
Sowohl Liebe als auch Glaube leben vom Kontrast zwischen Wirklichkeit und Unmöglichem; beide können nur in Akzeptanz des Unmöglichen existieren: „Glaubende und Liebende halten hartnäckig daran fest, das Unglaubliche für glaubhaft und das Unmögliche für möglich zu halten.“ Basil bringt es auf den Punkt: „Aber es gab dieses Spiel mit dieser Unmöglichkeit. Vergleichbar mit dem, was mit Gott ist. Zu sagen, es gebe ihn nicht, ist so unsinnig wie zu sagen, es gebe ihn“. Sowohl der Glaube an Gott als auch der Glaube an die Liebe erfordern es, das Unmögliche für möglich zu halten, ohne es erklären zu können. Weiterhin entstehen das Bedürfnis nach Liebe als auch das nach Glaube aus einem Gefühl des Mangels heraus, das die Realität nicht zu stillen vermag.

#### Glaube und Wissenschaft
Die Wissenschaftliche Denkweisen, deren Beschreibungssysteme auf die Erfassung der Realität abzielen, versagen letztlich Erkenntnis; so vergleicht der namenlose Hirnforscher in der Tischszene religiöse Zustände mit „epileptischen Prozessen“, weshalb ihm tiefere religiöse Reflexion verschlossen bleibt, worüber sich die Theologin Maja amüsiert äußert. Der hochtalentierte Molekularbiologe Korbinian, Erfinder bahnbrechender Medikamente, stirbt letztlich an Krebs. Theologie geht in ihrem Erkenntnisgegenstand nicht nur über die Wissenschaft hinaus, sie soll das Leben in der Realität erträglich machen, indem sie Gewissensfragen bearbeitet; so äußert Maja zu Korbinians innerem Konflikt, die Welt der forschenden Wissenschaft verlassen und mit seinen wissenschaftlichen Erkenntnissen reich geworden zu sein :„Ich bin als Theologin dazu da, die verheerende Wirkung zu mildern, die die reine Wissenschaft immer noch hat“. Gemeinsam ist Theologie und Wissenschaft, dass sie beide prinzipiell nicht vollendbare Erkenntnisprozesse darstellen; beide leben davon, einmal gewonnene Erkenntnisse stetig zu hinterfragen. So zitiert Korbinian bei seiner Festrede Martin Heidegger: „Fragen sei die Frömmigkeit des Denkens“.

#### Rechtfertigung
In dem Essay Über Rechtfertigung, eine Versuchung fragt Martin Walser nach der Rechtfertigung des Menschen und greift dazu die Frage nach Rechtfertigung (Theologie) in der Theologie auf. Die Frage nach der Rechtfertigung des Menschen lässt sich für ihn ohne Religion nicht klären: „Rechtfertigung ohne Religion wird zur Rechthaberei. Sachlich gesagt: verarmt zum Rechthaben“. Für ihn muss die Frage nach der Rechtfertigung des Menschen klar von der Frage des Rechthabens abgegrenzt werden. Er kritisiert die „die Kultur des Rechthabens“ und die Entwicklung, „Recht zu haben ist der akzeptierte Ersatz für Rechtfertigung“. Er führt aus: „seit langem gilt (…) die Frage: Wer hat recht. Verglichen mit der Frage nach der Rechtfertigung ist das ein bescheidener Anspruch“. Er hält der Religion zugute, dass sie „die Frage, wie ein Mensch Rechtfertigung erreiche, nie hat aussterben“. „Zwei der Größen aus dem 19. Jahrhundert, die ihn sensibilisiert haben für die Frage nach der Rechtfertigung – beziehungsweise dafür, was fehlt, wenn kein Gott ist, der rechtfertigt“ sind neben Karl Barth, Søren Kierkegaard und Friedrich Nietzsche. Walser beschäftigt sich intensiv mit Also sprach Zarathustra von Friedrich Nietzsche und Der Römerbrief von Karl Barth. „Dass Gott tot sei, ist eine Nachricht, die das Zarathustra-Buch von Anfang bis Ende durchzieht. Dass Gott nur als Unbekannter vorstellbar sei und durch jeden Versuch, ihm Anschaulichkeit zu verschaffen, noch unbekannter werde, das ist das, was Karl Barth mit seinen Auslegungen des Paulus Briefs an die Römer beschreibt“. Die Gemeinsamkeit bei Nietzsche und Barth bestehe darin, dass beide „die Rechtfertigungen des geschichtlichen Menschen zerstören“ wollen. Karl Barth dient sowohl in seinem Essay Über Rechtfertigung, eine Versuchung als auch in seinem Roman Das dreizehnte Kapitel als zentrale Bezugsgröße. Im Roman wird Karl Barth von Maja Schneilin, der Theologie Professorin, als „Lehrer aller Lehrer“ und „ihr Meister“ eingeführt. Walsers Bewunderung für Karl Barth resultiert daraus, da Barth „mit dem Glauben gebrochen hat, dass es dem Menschen irgendwie möglich sein könnte, aus sich selbst heraus etwas zu seiner Rechtfertigung beizutragen“. In dem Roman zitiert Maja Karl Barth aus dessen Hauptwerk Der Römerbrief: „Eine Rechtfertigung kann es nur geben, sofern weder vor Gott noch vor den Menschen eine Rechtfertigung gesucht wird. Es ist keine mögliche, sondern die unmögliche Möglichkeit.“ In dem Roman wird die Frage der Rechtfertigung der Beziehung von Basil und Maja mit deren Aussichtlosigkeit beantwortet: „unsere Rechtfertigung war die Aussichtlosigkeit. Weil es aussichtlos war, durfte es sein“. Und nachdem Maja sich von Basil verraten fühlt, merkt sie an: „Es geht nicht darum, recht zu haben“.

#### Religion und Literatur
Martin Walser sagt: „Ich lese Religion als Literatur“.  Für ihn ist es der Ausdruck an Mangel, den sowohl das Schreiben als auch die Religion auszeichnet. So gibt es für ihn eine „Unmenge an Zitaten, die den durch Gottes Abwesenheit entstandenen Mangel ausdrücken“ und zugleich offenbart er „Meine Muse ist der Mangel“ ; ein Gefühl des Mangels ist sein Antrieb für das Schreiben. In seinem Roman bringt er Religion und Literatur in Form des Briefwechsels zwischen den Figuren des katholischen Schriftstellers Basil Schlupp und der Professorin für evangelische Theologie Dr. Maja Schneilin zusammen. Maja drückt es in dem Roman so aus: „Sie ritzen meine theologische Rüstung mit literarischen Pfeilen“.

### Liebe
Basil Schlupp schreibt in seinem ersten Brief: „Erst wenn das Geschlechtsleben nachlässt, aber das Gefühl nicht, erst dann empfiehlt es sich, das, was jetzt die Nähe produziert, Liebe zu nennen“. So wird Liebe als etwas über die Sexualität hinausgehendes beschrieben, sie wächst mit der Zeit und ist somit von dem Gefühl des Begehrens zu trennen. Das Gefühl des Begehrens überlagert das Gefühl der Liebe, verstellt den Blick darauf, ob es wirklich Liebe ist. Liebe hingegen überdauert das Gefühl des Begehrens, sie entsteht nicht durch körperliche Nähe. In dem Hohelied der Liebe (1. Korinther 13) heißt es: „Nun aber bleibt Glaube, Hoffnung, Liebe, diese drei; aber die Liebe ist die größte unter ihnen“.

### Verrat
Basil und Maja vertrauen einander Geheimnisse an, welche sie mit ihren Ehepartnern nicht teilen. Damit ist der Verrat von Basil und Maja an ihren Ehepartnern der offensichtlichste Verrat im Roman. Der Verrat bildet einen wesentlichen Reiz der Beziehung und bringt sie einander näher. Er kompensiert die fehlende körperliche Nähe und Liebe, die sich laut Basil erst in vielen gemeinsamen Jahren aufbauen lässt. Es lassen sich zahlreiche Beispiele für den Verrat an ihren Ehepartnern finden, so erzählt Basil Maja von dem Buch, an dem Iris schreibt, sammelt sogar heimlich Notizen, die sie anfertigt und schickt diese Maja. Auch Maja verrät ihren Ehepartner, sie spricht mit Korbinian nicht darüber, was sie wirklich von Ludwig und dessen Kontaktabbruch hält und auch über Ludwigs Buch spricht sie zuerst und wirklich offen nur mit Basil. Nur ein einer Stelle im Roman setzt Maja den Verrat mit einem Betrug gleich: „Ach, Korbinian macht es mir zur Zeit leicht, ihn ein bisschen zu betrügen. Dieses Wort zum ersten und letzten Mal, mein Herr“.
Nachdem der gemeinsame Verrat Basil und Maja einander näher brachte, ihre Beziehung intensivierte, ist es auch ein Verrat, der für einen Bruch in ihrer Beziehung sorgt. Maja bricht den Kontakt mit Basil ab, nachdem sie ein Interview von ihm mit der Überschrift Gelegenheit macht Liebe gelesen hat und sich durch seine Äußerung, dass das meiste, was zwischen ihm und Frauen geschah, aus Höflichkeit passierte, verraten fühlt: „Sie haben mich nicht hereingelegt. Ich fühlte mich verraten. Anders verraten, als wir mit einander den Verrat kultivierten. Verraten von Ihnen fühlte ich mich. Sie haben mir eine Lebensnotwendigkeit vorgespeilt, die es für sie gar nicht gibt. Für Sie war es hundertmal geübte Routine. (…) Sie waren immer höflich zu mir. (…) Dass Sie diese Höflichkeit so gut beherrschen, dass sie, denen gegenüber sie ausgeübt wird, sie für alles andere, nur nicht für Höflichkeit halten, das eben ist Ihre Kunst.“ Er erwidert: „Sie haben in dem Interview meine Gefallsucht gespürt, erkannt (…) Dass ich meine Gefallsucht Höflichkeit nenne, finden Sie schrecklich“. Obwohl Maja zunächst ankündigt, keinen weiteren Kontakt zu Basil mehr zu wünschen, bricht ihr Kontakt danach nicht ab, auch wenn ein deutlicher Bruch in ihrer Beziehung zu spüren ist, bemerkbar vor allem an der Wahl der Namen, die sie füreinander finden.
Auch in der, wenn auch inzwischen nicht mehr bestehenden Freundschaft zwischen Korbinian und Ludwig kommt es zu einem Verrat. Ludwig verrät seinen ehemaligen Freund, indem er in seinem Buch von Korbinian und Maja als „rührende Leutchen“ spricht.

## Rezensionen
Martin Walsers Roman wurde in den deutschsprachigen Feuilletons überwiegend positiv bewertet.
So schreibt Jens Jessen von der Zeit, das Buch sei „vollkommen verrückt“, „sehr interessant“ und „von vollendeter Exzentrizität“. Er hebt besonders positiv hervor, dass sich der Roman vom „Realistisch-Plausiblen“ distanziere, dass die „entstehende Beziehung (…) platonisch bleibt, wirkt etwas kurios“ „das Setting vollends unwahrscheinlich“, doch auch deswegen sei der Roman „mit Genuss“ zu lesen. Der Roman sei auch eine „Warnung vor platonischen Beziehungen: Sie können genauso obsessiv und zerstörerisch sein, wie die ausgelebten, vielleicht gefährlicher noch wegen der Fantasien, die keiner Realitätskontrolle unterliegen“. Den Verrat sieht er als stärkstes Motiv im Roman an, er sei die „Süßigkeit“, „die sich die Briefpartner als Ersatz für die ausbleibende sexuelle Begegnung gönnen“. Auch die Beziehung zwischen Korbinian und Ludwig, die er als „homoerotisch grundiert“ bezeichnet, mündet durch Ludwigs Äußerungen über Korbinian in seinem Buch in einem „schweren Fall von Verrat“. Jens Jessen merkt weiterhin lobend an, dass Martin Walser sich mit diesem Roman von der klassischen Form des Briefromans distanziere, er resümiert: „dass die treuherzig-behäbige, altmodische, scheinbar keusche Form des Briefromans hier randvoll gefüllt wird mit aberwitzigen Zufällen und juicy stories und Pathosschicksalen“. Martin Walser „mischt das Reine mit dem Unreinen, die Seele mit der Ferkelei, ohne Geschmacksrücksichten, aber mit einer begeisternden neuen Freiheit und Ungeniertheit, auch Freiheit gegenüber literarischen Gattungsrücksichten“, wodurch der Leser „ein masochistisches Lesevergnügen“ entwickelt. Jessen lobt: „Das Exzentrische des Romans, das Unausbalancierte, zu Teilen wohl Unausgegorene wirkt begeisternd, frisch – erfrischend schräg“. Das Motiv für diese „literarische Bedenkenlosigkeit“ erkennt Jens Jessen in Walsers Auseinandersetzung mit dem Thema Religion, konkret in seiner Auseinandersetzung mit der Person Karl Barths. „Dessen Theologie der Unmöglichkeit“ habe Walser „nun sogar zu einem Roman inspiriert“. Jens Jessen zieht eine positive Bilanz: „Die verführerische Mischung hätte auch in schlimmem Kitsch enden können. (…) Aber die seelische Aufgewühltheit der Figuren ist doch so glaubwürdig, dass sich das theologische Hauptthema des Buches über alle weiteren Glaubwürdigkeiten hinwegsetzen darf.“
Christopher Schmidt von der Süddeutschen Zeitung spricht von einem „grandiosen Briefroman“. Der Roman sei „eine verwirklichte Phantasie“. Zugleich wird direkt auf die Parallele zu Kafkas Briefwechsel mit seiner Verlobten Felice Bauer aufmerksam gemacht. „Beide Bücher handeln von einer unmöglichen Liebe, dem Seelen-Experiment“. Den Briefwechsel bezeichnet er als „Verbalerotik der sublimsten Art, ein versilberter Minnesang, ein Pas de deux der Betörung mit schon leicht rheumatischer Intonation“. Christopher Schmidt lobt: „Doch mit welch wunderwitziger Delikatesse schildert Walser im Wechsel der Perspektiven das schüchtern-forsche Sichumgarnen zweier nicht mehr junger Menschen, mit wie viel Zartheit und graziler Komik entspinnt er die süße Pein dieser amourösen Nachblüte“. Er spricht weiter von einer „ergreifenden Liebesgeschichte“, die jedoch, so räumt er ein, für jüngere Leser „befremdlich“ wirken könne. Christopher Schmidt ist fasziniert davon „mit welch kunstvollen Wendungen und Windungen sie nacheinander schreien“. Die Tatsache, dass sie immer wieder neue Kosenamen füreinander finden, „Allein dieser verspielte Benennungszauber ist der schönste Beweis dafür, dass Gefühl und Verstand eben kein Gegensatz sind“. Weiterhin wertschätzt er: „Walser begnügt sich nicht damit, ein präzises Seismogramm des Herzflimmerns aufzuzeichnen – und eine der bewegendsten Liebesgeschichten auf der Richter-Skala der Literatur, er geht noch einen Schritt weiter, indem er im zweiten Teil des Buches seinen Schriftsteller verstummen lässt“, doch „Die immense Einfühlungskunst Martin Walsers vermag es, ihn als Abwesenden stets anwesend sein zu lassen.“ Christopher Schmidt würdigt auch den zweiten Teil des Romans: „Walser gelingt das Wunderwerk, mit der profanen Sprache des Biker-Lateins den Extremurlaub zweier Alpha-Senioren als Stationendrama zu erzählen, begleitet von Vorboten des Abschieds und Endes.“ Als Fazit zieht Christopher Schmidt, der Roman sei ein Werk „mit dem Martin Walser der Literatur über die Liebe eines ihrer schönsten, wahrsten und schmerzlichsten Kapitel geschenkt hat. Ein Meisterwerk der Schreib- und Empfindungskunst“.
Volker Hage vom Spiegel sieht in dem Roman vor allem eine Auseinandersetzung Walsers mit dem Theologen Karl Barth und äußerst positive Kritik an dem Roman, es sei „ein großartiges Buch“. „So beschwingt, schalkhaft und verführerisch hat Martin Walser lange nicht mehr geschrieben. „Das dreizehnte Kapitel“ kommt leicht und schlank wie die Novelle „Ein fliehendes Pferd“ daher, scharfsinnig und abwägend wie seine besten Essays“. Den Roman interpretiert er als „Selbstgespräch Walsers“, „inszeniert als Korrespondenz zwischen einer protestantischen Theologin und einem katholischen Schriftsteller“. Für Volker Hage steht fest, „dass auch aus dem Mund der Theologin niemand anderes als Martin Walser spricht – mit seinem unverkennbaren Sound.“
Für Jan Wiele von der Frankfurter Allgemeinen geht es in dem Roman „vor allem ums Briefeschreiben. Um Handschrift, um Tinte, um Papier. Es geht um eine Kommunikationsform, in der das Unmögliche möglich wird.“ Deshalb habe der Roman „paradoxerweise“ auch der „Generation Twitter“ noch sehr viel zu sagen. Jan Wiele spricht von einem „vielschichtigen Roman“, in dem Martin Walser seinem Stil, der sich nach Jan Wiele durch „intellektuelle Sprachartistik“ auszeichnet, treu bleibe: „Wie immer bei Walser ist der Ton auch hier elegisch, also geprägt von der vermischten Empfindung. In den Briefen wird Hohes und Tiefes, alltäglich Banales und spitzfindig Metaphysisches unmittelbar nebeneinandergestellt, auch dialektisch ausgespielt: Neben ihren erstaunlich offenen emotionalen Bekenntnissen und einer deutlichen Bereitschaft zum intellektuellen Wettstreit offenbaren beide Briefschreiber, Mann und Frau, auch Neigungen zur leicht hämischen Stichelei.“ Der größte Gewinn des Romans bestehe vielleicht darin, dass er „Hoffnung auf gelingende Kommunikation“ mache. So ist für Jan Wiele „Ich weiß nie, wohin ein Brief mich bringt“ der „schönste Satz des Romans“. „Wenn man heute gern über die Folgenlosigkeit der Literatur redet, so kann man sagen: Wer dieses Buch liest, für den kann es eigentlich kaum folgenlos bleiben: Es ist eine echte Anstiftung dazu, das Wagnis des Briefes einzugehen – gerade da, wo alle andere Kommunikation am Ende ist, vor die Wand gefahren, lange tot. Und dann demütig darauf zu warten, dass jemand anderes dieses Wagnis auch eingeht“.
Gemäßigter fällt die Kritik von Jens Dirksen von der Westdeutschen Allgemeinen Zeitung aus. Der Roman „fängt stark an, lässt stark nach und endet stark“. Durch den Briefwechsel kann für ihn die Lesefreude nicht konstant gehalten werden: „Und doch gehen da eher langatmig allerlei Gefühls- und Seelenerkundungen hin und her.“ Jedoch lobt er das Ende des Romans, durch die Verlagerung des Schauplatzes nach Kanada bekommt der Roman „eine dramatische Wendung“ und „kräftige Farben“. Und dennoch fällt sein Gesamteindruck recht kritisch aus: „Doch es bleibt oft ein recht ausgedachter Roman, ein tastendes Gedankenexperiment, dessen intellektuelle Versuchsballons fast ebenso oft platzen wie sie in den Himmel der Erkenntnis aufsteigen.“
Für Gerrit Bartels vom Tagesspiegel singt Martin Walser in seinem Roman ein „Hohelied auf die Liebe“. Es ist ein Roman „über die Unmöglichkeit einer Liebe“ und „die Erfüllung, die man darin finden kann“. Dass Walser „in der ihm eigenen Sprache über die Liebe“ schreibe, stellt für Gerrit Bartels sowohl das „Reizvolle“, als auch das „Problematische“ des Romans dar. Sie räumt ein: „Wer Walser zur Genüge kennt und schätzt, hat seine Freude an den sattsam bekannten Walser-Sätzen und –Grundsätzen“ und „es macht schon Spaß, sich von Walser typischer Dialektik verblüffen zu lassen“. Allerdings kritisiert sie, dass „die Figuren nicht sehr lebendig“ wirken. „Sie sind Pappkameraden von Walsers Gnaden, sie müssen dessen neueste Erkenntnisse über die Liebe durchdeklinieren, nicht zuletzt auf der Grundlage von Barth und den Paulus-Briefen.“ Die Dramaturgie kritisiert sie demnach als „eher dünn“, und der Roman sei zwar „theoretisch interessant“, jedoch so ihr sehr kritisches Fazit: „Er lässt einen nur völlig kalt.“
Lothar Schröder von der Rheinischen Post bezeichnet den Roman als „klassisches Walser-Buch“, so leitet er ab: „Wer den Walser-Sound schätzt, wird auch diesen Roman schätzen“. Der Roman entwickele sich „als ein reger, in weiten Teilen furioser Briefwechsel“. Für Lothar Schröder ist es auch ein Buch „über die Liebe des Denkens und die Erotik der Sprache“, es sei „Typisch Walser und nach wie vor kraftvoll“. Er kritisiert, dass dem Roman „aber aufgrund des Intellekts beider Briefeschreiber immer auch etwas Konstruiertes anhaftet“. So erzähle Walser mehr „eine flammende Versuchsanordnung, weniger eine Geschichte“. Auch das Ende des Romans überzeugt ihn nicht: „Und so wirkt auch das Ende, das erst von Distanz und schließlich von Auflösung bestimmt wird, ein wenig fremd.“. Für Lothar Schröder steht fest: „Man muss das mögen. Aber wer es mag und in die Walser-, Barth- und Liebeswelt lustvoll eintaucht, wird seine helle Freunde (sic!) an diesem Buch haben.“
Für Wolfgang Franßen behandelt der Roman „wieder eines jener unschlagbaren Walser Themen: die Liebe“. Weiterhin lobt er: „Was diesen Autor nach all den Jahren (…) auszeichnet, ist seine Sprache“. In den Genuss dieser Stärke komme der Leser auch in diesem Roman. Ein weiterer Gewinn besteht für Wolfgang Franßen in der Erkenntnis des Lesers „dass wir in unserem Leben dabei sind, etwas Kostbares zu verlieren: Das Briefeschreiben“. „Martin Walser hat die Geschichte einer erotischen Heimlichkeit geschrieben“ und „Dass es ihn (…) erneut auf das unsichere Terrain der Liebe im Alter zieht, mag nur vordergründig überraschen“. Für Wolfgang Franßen stellt das keine Überraschung dar: „Das war in den frühen Romanen nicht anders. Nur waren die Helden jünger. Warum sollte Walser also damit aufhören? Nur weil er in einem gewissen Alter ist und sich dem Vorwurf der »Altherrenliteratur« ausgesetzt sieht?“ Der Roman zeigt „einmal mehr zwei Walserfiguren, die stets in seinen Romanen »Auskunftsfetischisten« sind“. Für Wolfgang Franßen ist Martin Walser „der Dichter der intellektuellen Empathie, die sich geistvoll untermauern lässt, um nicht banal zu wirken.“, was ihm in diesem Roman besonders gelingt. So zieht er die positive Bilanz, der Roman sei „Ein Liebesroman, den so nur Martin Walser schreiben kann.“
Für Alexandra Pontzen kommt „ein mit Walsers Gesamtwerk vertrauter Leser nicht umhin (…), bekannte Motive, Themen und Konstellationen wiederzuentdecken“. Für sie ist der Roman ein „vielschichtiger Eheroman“, der sich durch „anspruchsvolle Dialektik“ auszeichnet. Für Pontzen steht fest: „Wer den Text am Maßstab des Realismus misst und psychologische Plausibilität erwartet, verfehlt ihn. Er ist die Beschreibung einer hypothetischen Konstellation“. Alexandra Pontzen lobt vor allem die „Originalität des Romans“, „die religiöse Überhöhung der Liebe unter Einbeziehung protestantischer Theologie“ sei das „Neuartige“ und mache „den Roman belangvoller als die meisten der heute gängigen literarischen Ehe- und Beziehungsdarstellungen, die selten über Alltagserfahrungen hinausweisen.“
Die negativste Kritik äußerte Tillmann Krause von der Welt und legt Walser sogar nahe, in den Ruhestand zu treten. Schon in der Überschrift nennt er Walsers neuen Roman einen „alten Hut“, und wirft ihm vor, dass es in seinen Werken immer wieder „ein paar Baukastensteine“ gäbe, „die mal so, mal so angeordnet werden, jedoch nie fehlen dürfen“. In den letzten Jahren hätte sich „ein religiöses Grundsummen eingeschlichen“, dieses sei jedoch „nicht besonders ausgearbeitet“. Den Briefwechsel zwischen Maja und Basil bezeichnet er als „verbalen Balztanz“, den „Walser wirklich kann“. Er spricht von einem „verliebten Schlagabtausch der beiden älteren Semester“, der „sich ausgesprochen vergnüglich, weil sehr witzig und sogar hin und wieder geistreich, liest“. Auch wird „rumpelnd, humpelnd so etwas wie eine Geschichte in Gang gebracht“, besonders die Figurenkonstellationen finden bei Tillmann Krause jedoch Kritik: Basil wird als „Antiheld“ beschrieben, der sich mit Korbinian messen muss, dem „Streber auf der Überholspur“, in Ludwig jedoch noch seinen „Übermenschen“ findet, „dem wiederrum er unterliegt“. Auch die Darstellung der Frauen finden bei Tillmann Krause Kritik, so müssen diese „in stillem Verzicht die Gockel-Eskapaden des Gatten“ ertragen und stehen so hinter ihren Männern zurück. Auch „dieser sportliche Exzess, hier inszeniert als hechelnder Wettlauf mit dem Tod“, sei den Lesern „spätestens seit seinem „Fliehenden Pferd“ nur allzu gut bekannt“. So ist Tillmann Krauses größte Kritik, dass der Leser alle im Roman angesprochenen Thematiken bereits kenne und es demnach keinen Anreiz gebe, diesen Roman zu lesen.